# Anse-à-Galets
Anse-à-Galets (en criollo haitiano Ansagalèt) es una comuna de Haití situada en el distrito de Guanaba, en el departamento de Oeste.

## Historia
Fundada en 1964, pasó a ser comuna en 1987.

## Secciones
Está formado por las secciones de:
- Palma
- Petite Source (que abarca la villa de Anse-à-Galets).
- Grande Source
- Grand Lagon
- Picmy
- Petite Anse

## Demografía
| Gráfica de evolución demográfica de Anse-à-Galets entre 2009 y 2015 |
|                                                                     |

Los datos demográficos contemplados en este gráfico de la comuna de Anse-à-Galets son estimaciones que se han cogido de 2009 a 2015 de la página del Instituto Haitiano de Estadística e Informática (IHSI). 